# Théophraste Renaudot

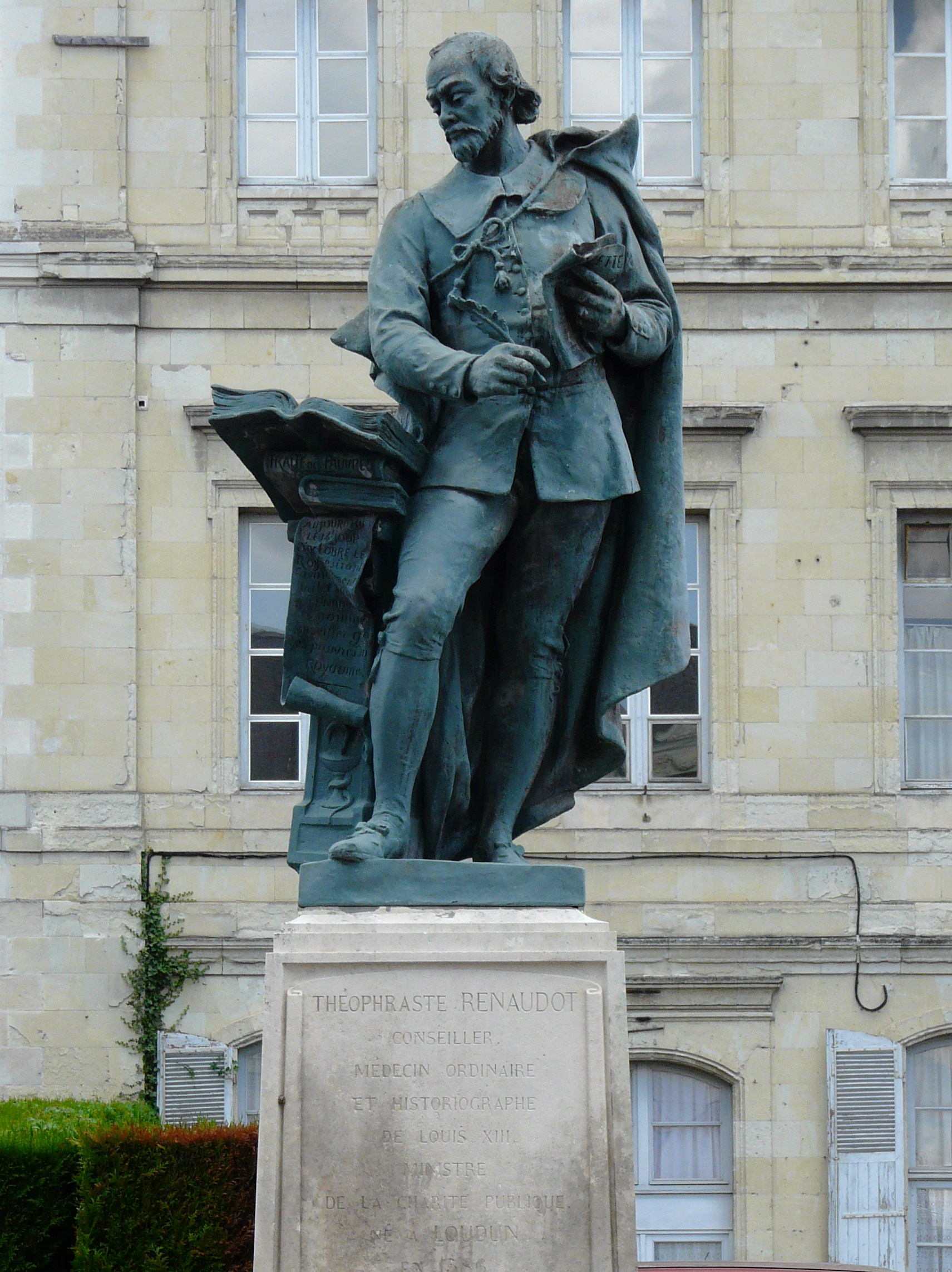
Pomnik Renaudota w Loudun

Théophraste Renaudot (ur. w 1586 w Loudun, zm. 25 października 1653 w Paryżu) – francuski lekarz i filantrop uznawany za ojca francuskiego dziennikarstwa.
Studiował chirurgię w Paryżu, w wieku 19 lat uzyskał stopień doktora na uniwersytecie w Montpellier.
W 1612 r. Armand Jean Richelieu ściągnął go do Paryża. Został medykiem i historiografem króla Ludwika XIII. Renaudot miał za zadanie stworzyć program pomocy społecznej. 
W 1630 r. otworzył w Paryżu bureau d’adresse. Bureau łączyło funkcje agencji zatrudnienia oraz organizacji charytatywnej, która kierowała chorych na bezpłatne leczenie do lekarzy. Zostało założone z myślą o gazecie La Gazette, pełniło również funkcję drukarni.
Oprócz prowadzenia bureau, Renaudot organizował także debaty oraz wykłady. 
Pod patronatem Richelieu założył w 1631 r. najstarszą francuska gazetę La Gazette, której był wydawcą i redaktorem do swojej śmierci. Redagował m.in. Mercure françois, publikował sprawozdania i broszury. W 1651 r. opublikowano Recueil des conférences publiques – sprawozdanie z wykładów i debat, które organizował w latach 1633–1642.
W 1635 r. otworzył bezpłatną aptekę. Jego działania w zakresie zdrowia publicznego spotkały się ze sprzeciwem innych paryskich medyków, m.in. Guya Patina. Dwa lata później do działalności swojego bureau dodał pierwszy bank pobożny w Paryżu. 
Po śmierci Richelieu oraz Ludwika XIII Renaudotowi odebrano prawo do praktykowania zawodu medyka w Paryżu.
Został mianowany historiografem króla Ludwika XIV przez Julesa Mazarina w 1646 r.
Od jego nazwiska wywodzi się nazwa Nagrody Renaudot – francuskiej nagrody literackiej przyznawanej od 1926 r.
Od 1932 roku jego imię nosi jedna z ulic 15. dzielnicy Paryża: Rue Théophraste-Renaudot.